# Calamus pholidostachys
Calamus pholidostachys là loài thực vật có hoa thuộc họ Arecaceae. Loài này được J.Dransf. & W.J.Baker mô tả khoa học đầu tiên năm 2003.